# Lauriano
Lauriano (Laurian [laʊˈrjɑŋ] in piemontese) è un comune italiano di 1 383 abitanti della città metropolitana di Torino in Piemonte.

## Storia
Lauriano (già Lavriano) compare con la denominazione “Lavriana” nell’editto (7 maggio 999) emesso da Roma dall’imperatore Ottone III.
Con quell’atto venivano confermati vasti territori a favore del vescovo Leone della chiesa di S. Eusebio di Vercelli.
Durante la lotta fra Arduino d'Ivrea ed il vescovo Pietro I di Vercelli, fra i suoi fautori e alleati figurano anche Isacco Aldone e i suoi fratelli e suo figlio Bennone, signori di Lavriano e delle terre vicine (insieme a Lianfredo e Aribaldo di Brosolo, Costanzo di Palazzolo, Rozone e Hugo di Montiglio, Astolfo, Umberto, Lanfredo di Cunico, e molti altri.)
La lotta intrapresa da Arduino finì con l’occupazione di Vercelli, con l’assalto alla casa del Vescovo che fu ucciso e bruciato nella chiesa nella quale si era rifugiato (febbraio 997).
Per reazione papa Gregorio V e il suo immediato successore Silvestro II scomunicarono Arduino; e l’imperatore confiscò tutte le proprietà di lui e dei suoi fedeli, dandole, con il citato editto, al nuovo vescovo Leone.
Tali concessioni erano confermate dal diploma del 1014 dell’imperatore Arrigo, nel quale compare il nome di “Levranum”.
Il principe Guasco di Bisio aveva rilevato però che da atti vercellesi Lavriano risultava infeudato nel 1002 a Lianfredo di Brosolo.
Lo tennero poi i suoi discendenti, sotto vari nomi, per due secoli, anche come vassalli del vescovo o del marchese di Monferrato. Anche contemporaneamente.
Infatti notiamo come nel 1164 Federico I Barbarossa, nipote del Marchese di Monferrato Guglielmo IV “il vecchio”, gli concedeva o confermava molte terre, fra cui anche il luogo di “Labriano” (queste differenti scritturazioni spesso sono dovute a imprecisioni degli amanuensi, i quali scrivevano anche sotto dettatura e quindi con irregolarità fonetiche).
Nel 1224 Federico II riceveva dal marchese Guglielmo IV, in garanzia per un prestito di 9.000 marche d’argento, molte terre, fra cui anche quelle in vassallaggio a dei generici Domini Lauriani.
Tuttavia notiamo che nel 1349 erano vassalli del vescovo vercellese Fieschi i fratelli Lucchino, Antonio, Francesco, Facino, Nicolino e Gianchetto di Cavagnolo i quali detenevano i diritti della chiesa de Plano Lauriani.
E diritti sulla zona di Lauriano da parte del vescovo di Vercelli sono attestati ancora nel 1355.
Ma possiamo elencare i seguenti passaggi feudali, anche parziali, ed anche abbinati a Monteu.
Nel 1419 era consignore Pietro De Spagnolino detto Planta. Il 6 dicembre 1422 erano investiti i fratelli Delfino e Giacomo Rossi.
Il 12 febbraio 1472 entravano Scozia Giorgio e Bartolomeo, zio di nipote. E il 5 agosto 1532 erano pure consignori i fratelli Bartolomeo e Melchiorre Provana.
Il loro feudo era tolto il 1º maggio 1628 a Giorgio Provana (per fellonia) e dato a re Francesco.
Questi lasciava il suo feudo al genero Ferrero Giovanni, contadone da Buttigliera il 22 dicembre 1637. Il suo feudo, signorile, veniva elevato alla dignità comitale il 3 giugno 1648.
Risulta che nel frattempo porzioni di territorio avessero i signori di Verolengo, e già i Morra di Moncalieri.
Ma è il 26 aprile 1777 che il tenente G. Battista Morra diventa feudatario col titolo di conte.
Il borgo di Lauriano ebbe molte traversie militari (saccheggi, occupazioni, incendi, distruzioni) da parte degli occupanti di turno, milizie e soldatesche che scorrazzavano per il Monferrato e il Piemonte, specie intorno al 1625, in dipendenza degli assedi al castello di Verrua (spagnoli, uomini di Tommaso di Savoia, del Maresciallo Villa, del comandante Vialles, del Reggimento "Novara").
Gli abitanti furono sempre poco più di un migliaio, anche se dopo la grande alluvione del 1835 erano rimaste in piedi solo 40 case.
Ma è da annotare qualche riferimento storico di epoca romana in quanto il territorio di Luriano era interessato dalla città di Industria (elencata fra le Nobilia Oppida da Plinio Il Vecchio nella sua Naturalis Historia, insieme con Libarna, Dertona, Iria, Vardacate, Pollentia, Alba Pompeia, Asta, ecc.) che sorgeva nella zona di Lauriano/Monteu, dove imponenti sono i reperti archeologici.
Già nel 1745 certo Giovanni Gastaldo di Lavriano aveva trovato in un suo pozzo monete e reperti di epoca romana. Poi si susseguirono ritrovamenti di monete, monili, statuette, una scritta in merito di Lucio Pompeio. Il conte Morra dal 1808 al 1811 aveva fatto scavi ed aveva recuperato materiali che descrisse con buona competenza storica ed archeologica. In particolare aveva indicato una lapide posta «sopra la finestra della Cappelletta del Romitorio» di Lavriano, con una scritta riferita al tributo C. Avilio.
Ma importante era stato il ritrovamento, pare nei pressi di Odalengo Piccolo, della lapide funeraria di Tito Lollio Mascolo (in cui era scritto: “Positus propter viam ut dicant praeterienses: “Lolli, ave!”).
Questa lapide è apparsa importante perché il Lollio Mascolo si dice Bodincomagenses, cioè cittadino di Bodincomago. Fu questo un antico centro di origine ligure. Quel popolo chiamava “Bodinco” il Po (= fiume senza fondo) e chiamava “magus” l’accampamento ove si teneva il mercato. Fra gli studiosi del ‘700 e ‘800 vi fu chi collocò Bodincomagus (centro ligure e celtico) nella zona di Industria e di Lauriano.

### Simboli
Lo stemma e il gonfalone sono stati concessi con DPR del 3 marzo 1998.
L'alloro (lauro) ha assonanza con il toponimo Lauriano. Le bande filettate rosso-azzurro sono quelle dei Morra, ultimi signori del luogo, mentre il capitello richiama le storiche origini della località e l'antico centro romano di Industria.
Il gonfalone è un drappo rettangolare partito di bianco e azzurro.

## Monumenti e luoghi d'interesse

### Architetture religiose
Romitorio
Questa Chiesa è situata sulla sommita’ della collina più alta del Paese. Sin dal 1113 essa era la Chiesa Parrocchiale di Lauriano, dedicata a S. Maria dell’Assunzione “sopra monte”, la cui festa patronale ricorreva il 13 maggio. 
Va ricordato che in cima alla collina anticamente c’era pure un castello. I resti dei suoi ruderi sono ora quasi completamente ricoperti dai rovi. Accanto alla piccola chiesa si trovava il cimitero, com’era consuetudine per le chiese parrocchiali. Sotto il pavimento della chiesa nel 1802 i Conti Morra di Lauriano, suoi proprietari, fecero costruire le loro tombe, poi rinnovate nel 1875. La salma della contessa Morra Teresa nata Rebuffo, fu la prima tumulata nella Chiesa del Romitorio, insieme ai resti esumati del marito, il Conte Giovan Battista Morra, seppellito sotto il pavimento della Chiesa Parrocchiale vicino all’altare del suffragio. L’ultima salma tumulata nella chiesa del Romitorio fu quella della contessa Caratti Luisa nata Morra. In tutto risultano sepolti 18 famigliari Morra, ma soltanto il nome del conte Carlo Morra è stato inciso sulla lapide all’interno della Chiesa. In seguito la nuova legislazione sulle tumulazioni, i Conti vennero seppelliti nel cimitero comune, ove tuttora si trova la loro tomba.
Chiesa di Sant'Eusebio
Il Canonico di Vercelli Giuseppe Ferraris, in una lettera al Parroco di Lauriano datata 21 febbraio 1971, informa che dal registro delle decime triennali del 1348 (pubblicato nel Cartario d’Oropa, vol. 1,p. 115) risulta l’esistenza della “ Ecclesia Sancti Eusebii de plano Lariani”: la Chiesa di S. Eusebio sul piano. Tuttavia sappiamo che verso la fine del ‘500 essa era già interamente distrutta. Infatti, nei decreti generali emanati dal Vescovo di Novara, Mons. Ragazzoni Gerolamo, durante la sua visita apostolica a Lauriano nel 1577. Questa Chiesa fu la seconda Parrocchiale, dopo quella di S. Maria sopra il monte. In seguito alla sua distruzione la nuova Parrocchiale venne edificata nel luogo dell’attuale, col titolo di S. Sebastiano. Don Grassino nel 1750 scrive che la Parrocchia usufruisce della rendita del terreno della chiesa di S. Eusebio che fu interamente distrutta molti anni addietro. Sappiamo che il terreno in questione si trova tuttora in zona Proso, di fianco alla cinta del Castello dei Conti. Al catasto è denominato “prato di S. Eusebio”. Per quanto riguarda l’altare di S. Eusebio, eretto con pietre dell’antica chiesa omonima, il parroco don Secondino ne attesta l’esistenza nel 1701.
Chiesa parrocchiale dell'Assunzione di Maria Vergine
Questo tempio, situato nel centro del Paese in Piazza Risorgimento, ha più di 400 anni. Anticamente era dedicato a S. Sebastiano. La documentazione della parrocchia–- come anche quella comunale – inizia soltanto nel 1626, a causa di inondazioni del Po e saccheggi. E’ soltanto in una relazione del parroco don Antonio Podio, datata 18 settembre 1722, che viene attestata la dedicazione della chiesa parrocchiale all’Assunta, come lo era la prima Parrocchiale sul monte (di conseguenza, S. Sebastiano diviene comprotettore): “Il santo titolare dei questa Parrocchiale è la Beatissima Vergine dell’Assunta, nel giorno si solennizza la festa come protettrice di questo luogo. Comprotettore S. Sebastiano. Le feste proprie della parrocchiale sono il giorno di san Sebastiano li 20 gennaio, S. Assunta la dedicazione della parrocchiale li 13 maggio”. L’attuale festa dell’Assunta il 15 agosto è ricordata soltanto nel 1750 da don Grassino, il quale precisa che il 13 maggio si festeggiava la dedicazione della chiesa di S. Maria sopra il monte. L’altare maggiore in marmo fu fatto sostituire a quello in legno nel 1752 dal conte Antonio Ferrero. Sopra l’altare fino al 1959 pendeva il baldacchino come segno di rispetto al SS. Sacramento. Durante i lavori di riparazione dei tetti un bambino salì sul solaio e tolse la sicura della carrucola del baldacchino che, così, precipitò sull’altare frantumandosi e rompendo la croce posta sul tronetto del tabernacolo. L’altare della Madonna del Rosario, fino al 1775 era in legno lavorato. All’interno della nicchia, oltre alla statua della Madonna col Bambino, vi erano le statue di S. Domenico e S. Caterina. Nel 1711 l’altare del suffragio viene affidato alla Compagnia del Suffragio che ne fa ridipingere il quadro per inserire figure di anime del Purgatorio. Il 22 maggio 1809 la Compagnia fa rinnovare l’altare, la parte superiore in marmo, quella inferiore in stucco lucido. Verrà benedetto il 29 ottobre 1809 dal parroco don Ignazio Rusca. Nel 1996 il prevosto don Lorenzo Riva, in seguito al restauro della chiesa, fa restaurare pure l’altare. Richiesto dal parroco don Podio e concesso dal Comune, il 14 ottobre 1722 inizia nel nostro Paese il servizio del campanaro. Sin dall’inizio l’attuale Chiesa Parrocchiale ha avuto accanto, là dove oggi c’è la quarta navata, il cimitero detto “di S. Sebastiano”. Nel 1745 esso fu ampliato verso levante (dietro la chiesa). Nel 1837, in seguito alle nuove leggi, il Comune fece erigere il cimitero fuori dall’abitato, ove si trova tuttora.

### Architetture civili
Palazzo Conti Morra
Gran parte del Paese fu proprietà dei Morra, divenuti conti di Lauriano con il tenente di fanteria Gian Battista di Bernardino. Il palazzo di Lauriano fu la residenza estiva dei conti Morra. Per il resto dell’anno essi vissero a aTorino.
Durante il periodo in cui il Piemonte era soggettato alla Francia, Bernardino Morra si trovò a guidare il Comune. Si distinse anche come archeologo, dirigendo importanti scavi nell’area, da lui appositamente acquistata a Monteu, dove un tempo c’era la città romana di Industria. Bernardino Morra ebbe tre figlie: Felicita; Teresa, sposò il cugino Carlo Felice Morra di Carpeneto; Luisa sposò Prospero Veggi di Castelletto. Alle sorelle Teresa e Luisa si deve la ristrutturazione del palazzo di Lauriano, come risulta da una scritta sul pavimento del salone centrale recante la data 1859. Dal matrimonio di Teresa col cugino Carlo Felice Morra nacquero tre figli: Enrico e Teresa Carlotta, morti in giovane età e Bernardino Luigi. Nel 1864 sposò Ortensia, figlia del Barone Bonifacio Visconti d’Ornavasso, da cui ebbe un figlio e tre figlie: Carlo; Teresa Carolina Luisa Maria ; Maria Luisa Adelaide che andò in sposa al conte Edgardo Caratti; Paola Carolina Amalia Maria che sposò il marchese Alberto di Vincenzo De Bassecourt. Con la morte di Carlo a 20 anni, nel 1897, la dinastia Morra di Lauriano ebbe termine. Gli anziani ci hanno lasciato una buona memoria dei conti, ricordando in particolare Teresa, MariaLuisa e Paola poiché avevano l’abitudine di intrattenersi affabilmente con la gente durante la passeggiata serale. Dai registri parrocchiali veniamo anche a sapere che fino al 1921 i Conti Morra, alternandosi ai signori del Paese, furono i padrini di cresima dei maschi di Lauriano, mentre le contesse, la marchesa e le signore furono le madrine delle femmine. I terreni e le cascine dei conti erano amministrati da agenti o fattori. Cinque cascine erano situate lungo via Bodana; ogni cascina aveva un forno per la panificazione, cisterne d’acqua per il bestiame e un pozzo. I Conti erano anche proprietari della chiesa del Romitorio e del terreno circostante ove, verso il 1100, c’era un cimitero.

## Società

### Evoluzione demografica
Abitanti censiti

## Cultura

### Biblioteca
La biblioteca civica ha sede in Via Appiano, 3 nella "Cascina Testore", nel centro storico cittadino.
Nel corso degli anni la Biblioteca ha progressivamente incrementato il proprio patrimonio librario, giungendo attualmente a più di 8000 testi e ha sviluppato nuovi servizi che sono stati messi a disposizione del pubblico. Tra questi si trova lo SBAM che consiste in una circolazione libraria tra Biblioteche nella Provincia di Torino, vengono organizzati laboratori di lettura con le scuole ed eventi di carattere nazionale come Nati Per Leggere e territoriale come Bimblioteche.
La Biblioteca presenta aree distinte: nella prima è possibile trovare gli ultimi testi acquistati, testi di storia, geografia, fumettistica oltre a testi di inglese e francese per i più piccoli ma anche letteratura spagnola, francese, latina e tedesca per adulti. Nella seconda è possibile trovare testi di letteratura americana, inglese e italiana sia per bambini che per adulti. Inoltre questo spazio è adibito ad attività ed eventi come la presentazione dei libri, cineforum, conferenze e letture ad alta voce.

### Il museo delle contadinerie
Il Museo delle Contadinerie, inaugurato il 15 settembre 2001, nasce dalla volontà di conservare e far scoprire la cultura rurale dei tempi passati.
Il Museo, voluto dall’Amministrazione Comunale, è stato realizzato e curato dai fratelli Arturo e Luigi Baroetto.
Attraverso l’esposizione di vario materiale etnografico (abiti, oggetti d’uso quotidiano, macchinari agricoli, ecc.) i visitatori possono immergersi nella storia e nella vita contadina della Lauriano di epoca preindustriale.

## Economia

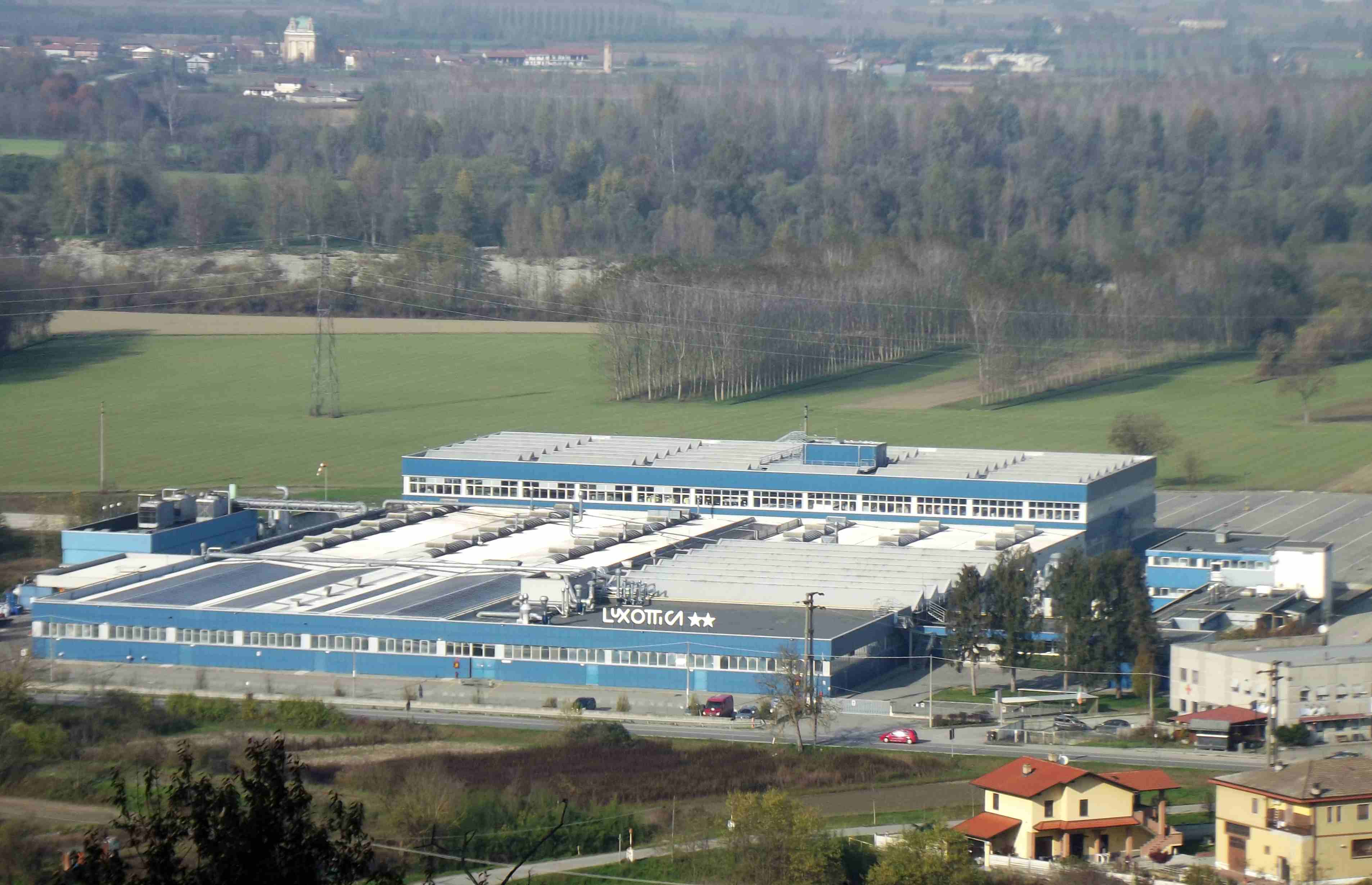
Lo stabilimento di Luxottica

È presente e operante un grande stabilimento industriale del gruppo Luxottica.

## Amministrazione

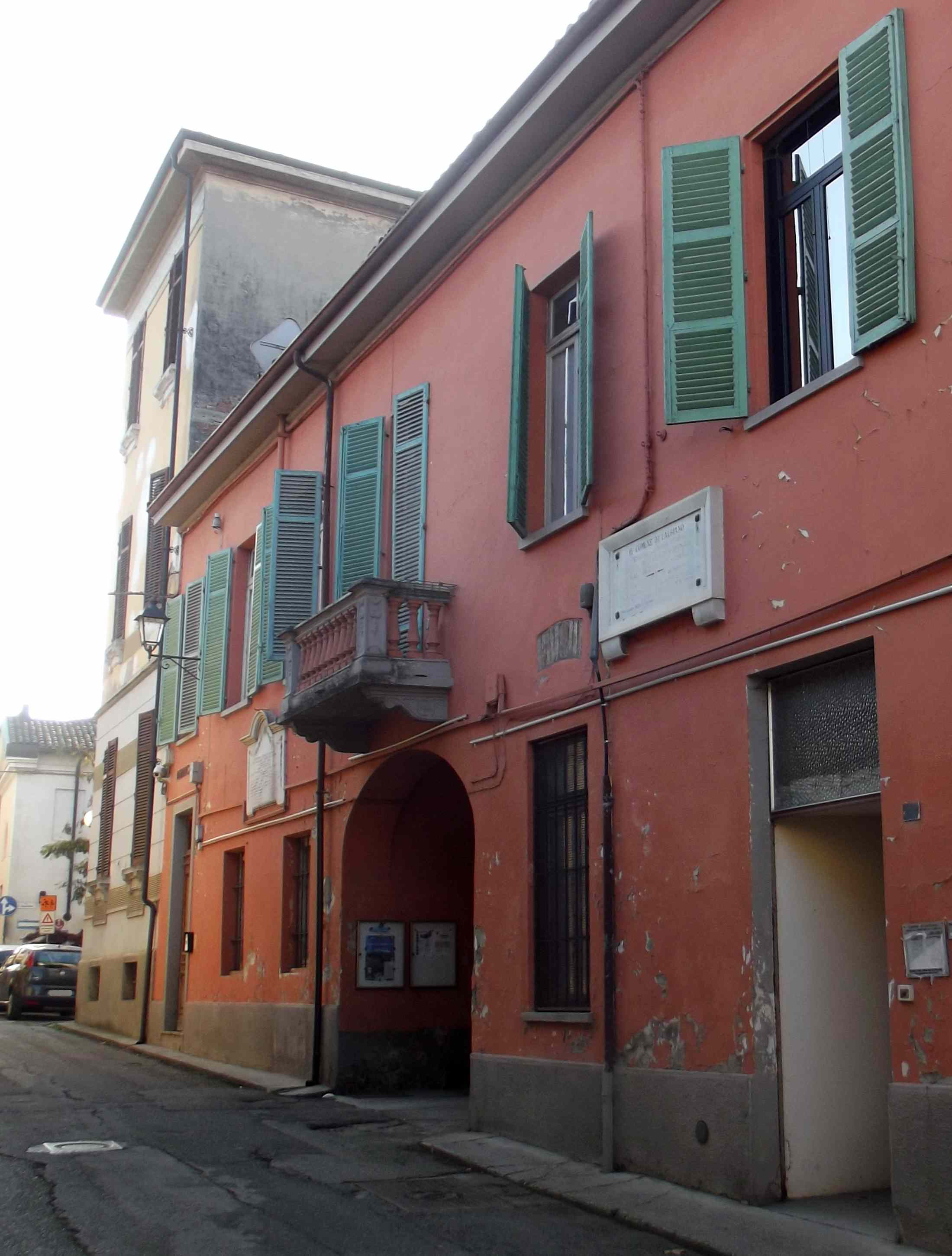
Il municipio

| Periodo | Periodo     | Primo cittadino  | Partito                            | Carica  | Note        |
| ------- | ----------- | ---------------- | ---------------------------------- | ------- | ----------- |
| 2003    | 2008        | Graziano Bronzin | lista civica                       | Sindaco |             |
| 2008    | 2012        | Matilde Casa     | lista civica                       | Sindaco |             |
| 2012    | 2018        | Matilde Casa     | lista civica Per Lauriano e Piazzo | Sindaco | II mandato  |
| 2018    | 2023        | Matilde Casa     | lista civica Per Lauriano e Piazzo | Sindaco | III mandato |
| 2023    | "in carica" | Mara Baccolla    | lista civica Per Lauriano e Piazzo | Sindaco | I mandato   |